# 맛 좀 보실래요
《맛 좀 보실래요》는 2019년 11월 12일부터 이듬해 5월 1일까지 방영되었던 SBS 아침연속극이었다.

## 기획 의도
지극히 현실적인 인물들이 만들어가는 지극히 통속적인 이야기이다.
그래서 내 이야기 같고, 내가 아는 사람의 이야기만 같은 "유쾌 발랄 가족 통속극"

## 제작진
- 연출 : 윤류해 (강남 스캔들, 돌아온 황금복, 당신은 선물, 세 자매 연출)
- 극본 : 김도현 (조은지 패밀리, 굿바이 마눌, 마이 시크릿 호텔 집필)

## 등장인물

### 주요 인물
- 심이영(강해진) : 36세, 결혼 9년차, 하늘저축은행 직원 → 쑝쑝돈까스 주인 → 대구네 가사도우미 → 요리프로 진행자, 진상의 전처 → 대구의 아내
- 서도영(오대구) : 42세, 유란의 전남편, 중학교 국어교사 → 드라마 작가(필명 : 오대오) → 쑝쑝돈까스 종업원 → 스타 드라마 작가, 해진의 남편
- 서하준(이진상) : 30세, 해진과 주리의 전 남편, 법대생, 주리의 불륜남 → 스타링크 직원 → 해진의 매니저
- 한가림(정주리) : 24세, 준후의 이복여동생, 진상의 불륜녀 → 진상과 결혼 → 진상과 이혼 → 인성과 재혼 → 인성과 이혼[1]
- 이슬아(배유란) : 36세, 대구의 전 부인이자 준후의 내연녀, 배우 → 프랑스요리 쉐프 → 수감자[2]
- 최우석(정준후) : 42세, 주리의 이복오빠, 대구의 대학동기, 유란의 내연남, 스타링크 엔터테인먼트 대표 → 대표이사 해임 및 좌천[3] → 정원과 이혼 → 도여사에게 손절당함

### 해진 가족
- 이덕희(오옥분) : 58세, 해진&철진 엄마, 과거 정원네의 집 가사도우미
- 송인국(강철진) : 30세, 해진 남동생, 드라마 PD
- 신비(이유리) : 7세, 해진&진상 딸

### 진상 가족
- 임채무(이백수) : 63세, 진상&진봉 아버지, 백수식당 前 주인
- 안예인(이진봉/이진주) : 26세, (아역 : 장희윤) - 진상의 여동생, 배우 지망생 → 치킨집 아르바이트생 → 철진의 아내

### 주리 가족
- 김정화(한정원) : 36세, 준후 아내, 해진 친구, 스타링크 엔터테인먼트 이사 → 준후의 전처
- 이현경(도연경) : 49세, 과거 불륜녀로, 주리의 친모이자 준후의 계모.

### 그 외 인물
- 장선율(오광주) : 7세, 대구&유란 아들
- 허참(허의료) : 63세, 백수의 동네 친구, 천궁의료기 사장
- 이종구(한동산) : 63세, 백수의 동네 친구, 부동산 사장
- 서상원(영구) : 진상의 대학 동기이자 친한 동생, '장모님 치킨' 종업원
- 박성찬(동배) : 진상의 대학 동기이자 친한 동생, '장모님 치킨' 종업원
- 이찬희(달남) : 해진의 식당 종업원 → 진봉이 일하는 '장모님 치킨' 사장
- 이초원(오로라) : 정원의 조력자, 스타링크 엔터테인먼트 팀장 → 제작매니지먼트 본부장 (69회 ~ )
- 안지훈(노인성) : 주리의 과거 과외 선생, 검사장 아들, 사기꾼 주리의 연인 → 남편 → 전남편
- 홍승범(택시 기사)
- 정이랑(집 주인) : 진상이 살던 집 주인
- 옥주리(의류가게 주인)
- 전은미(신입 탤런트 선발 오디션 심사위원)
- 변건우(신입 탤런트 선발 오디션 심사위원)
- 허수정(허수정) : 스타링크 홍보실장 (69회 ~ )
- 정현철(정현철) : 스타링크 마케팅실장 (69회 ~ )
- 오다은(김 비서 / 오다은) : 진상 꿈 속 비서 (62회) / 스타링크 제작실장 (69회 ~ )
- 양정수(양정수) : 스타링크 개발실장 (69회 ~ )
- 강문경(오근환) : 대구 아버지 (78회, 79회)
- 하민(최창숙 여사) : 대구 어머니 (78회, 79회)
- 이숙(의료의 동생) : 이혼녀 (116 ~ 123회)
- 김정수(정원 아버지) : 118, 122, 123회 출연
- 이창(이부장)

### 특별 출연
- 황명환 : 주리의 친구 역 (12회)
- 추귀정 : 식당 주인 역 (51 ~ 54회)
- 심지호 : 해진의 상상 속 본부장 역 (68회)
- 문서연 : 어린 유란의 엄마 역 (111회)

## 시청률
아래의 파란색 숫자는 '최저 시청률', 빨간색 숫자는 '최고 시청률'입니다. 시청률조사업체하고 지역별로 차이가 있을 수 있습니다. 
| 2019년  | 2019년    | 2019년         | 2019년       | 2019년         |
| 회차    | 방송일    | AGB 시청률     | AGB 시청률   | TNmS 시청률    |
| 회차    | 방송일    | 대한민국(전국) | 수도권(서울) | 대한민국(전국) |
| ------- | --------- | -------------- | ------------ | -------------- |
| 제1회   | 11월 12일 | 5.5%           | 5.7%         | 6.1%           |
| 제2회   | 11월 13일 | 4.9%           | 5.2%         | 5.8%           |
| 제3회   | 11월 14일 | 5.4%           | 5.4%         | 6.0%           |
| 제4회   | 11월 15일 | 5.6%           | 5.2%         | 6.2%           |
| 제5회   | 11월 18일 | 4.8%           |              | 6.3%           |
| 제6회   | 11월 19일 | 6.3%           | 6.2%         | 6.7%           |
| 제7회   | 11월 20일 | 4.6%           |              | 6.3%           |
| 제8회   | 11월 21일 | 5.0%           | 4.7%         | 6.4%           |
| 제9회   | 11월 22일 | 5.2%           | 4.9%         | 6.0%           |
| 제10회  | 11월 25일 | 4.8%           |              | 5.7%           |
| 제11회  | 11월 26일 | 3.6%           |              |                |
| 제12회  | 11월 27일 | 5.1%           |              | 6.5%           |
| 제13회  | 11월 28일 | 5.7%           | 5.7%         | 6.7%           |
| 제14회  | 11월 29일 | 4.1%           |              |                |
| 제15회  | 12월 2일  | 5.5%           | 5.4%         | 6.4%           |
| 제16회  | 12월 3일  | 5.5%           | 5.1%         | 6.2%           |
| 제17회  | 12월 4일  | 5.1%           | 5.0%         | 5.7%           |
| 제18회  | 12월 5일  | 6.1%           | 5.5%         | 7.0%           |
| 제19회  | 12월 6일  | 5.8%           | 5.6%         | 6.9%           |
| 제20회  | 12월 9일  | 5.2%           |              | 6.7%           |
| 제21회  | 12월 10일 | 5.9%           | 6.2%         | 6.7%           |
| 제22회  | 12월 11일 | 5.3%           | 5.4%         | 5.9%           |
| 제23회  | 12월 12일 | 5.8%           | 6.1%         | 6.7%           |
| 제24회  | 12월 13일 | 6.0%           | 5.8%         | 6.7%           |
| 제25회  | 12월 16일 | 5.3%           |              | 7.2%           |
| 제26회  | 12월 17일 | 5.9%           | 5.7%         | 7.1%           |
| 제27회  | 12월 18일 | 5.5%           | 5.6%         | 6.8%           |
| 제28회  | 12월 19일 | 5.7%           | 5.3%         | 7.4%           |
| 제29회  | 12월 20일 | 6.6%           | 6.6%         | 7.3%           |
| 제30회  | 12월 23일 | 6.0%           | 5.7%         | 7.1%           |
| 제31회  | 12월 24일 | 6.5%           | 6.2%         | 7.4%           |
| 제32회  | 12월 25일 | 4.8%           |              | 5.5%           |
| 제33회  | 12월 26일 | 6.0%           | 6.1%         | 7.2%           |
| 제34회  | 12월 27일 | 6.6%           | 6.6%         | 7.3%           |
| 제35회  | 12월 30일 | 6.5%           | 6.6%         | 6.5%           |
| 제36회  | 12월 31일 | 6.7%           | 6.5%         | 7.2%           |
| 2020년  |           |                |              |                |
| 제37회  | 1월 1일   | 4.7%           |              |                |
| 제38회  | 1월 2일   | 6.5%           | 6.3%         | 7.0%           |
| 제39회  | 1월 3일   | 6.8%           | 6.8%         | 7.8%           |
| 제40회  | 1월 6일   | 5.7%           | 5.6%         | 7.0%           |
| 제41회  | 1월 7일   | 6.5%           | 6.4%         | 7.5%           |
| 제42회  | 1월 8일   | 5.9%           | 6.0%         | 6.6%           |
| 제43회  | 1월 9일   | 6.1%           | 6.3%         | 7.6%           |
| 제44회  | 1월 10일  | 6.7%           | 6.7%         | 7.7%           |
| 제45회  | 1월 13일  | 6.5%           | 6.2%         | 8.6%           |
| 제46회  | 1월 14일  | 6.8%           | 6.6%         | 8.0%           |
| 제47회  | 1월 15일  | 6.6%           | 6.4%         | 7.2%           |
| 제48회  | 1월 16일  | 7.3%           | 7.1%         | 8.2%           |
| 제49회  | 1월 17일  | 6.9%           | 6.8%         | 8.3%           |
| 제50회  | 1월 20일  | 7.2%           | 6.7%         | 7.7%           |
| 제51회  | 1월 21일  | 7.3%           | 6.9%         | 7.8%           |
| 제52회  | 1월 22일  | 7.0%           | 6.7%         | 7.3%           |
| 제53회  | 1월 23일  | 7.3%           | 6.7%         | 7.7%           |
| 제54회  | 1월 24일  | 5.8%           | 5.5%         | 6.4%           |
| 제55회  | 1월 27일  | 6.2%           |              | 7.0%           |
| 제56회  | 1월 28일  | 7.2%           | 6.6%         | 7.7%           |
| 제57회  | 1월 29일  | 7.3%           | 6.9%         | 7.4%           |
| 제58회  | 1월 30일  | 7.4%           | 6.1%         |                |
| 제59회  | 1월 31일  | 7.7%           | 7.3%         | 8.8%           |
| 제60회  | 2월 3일   | 7.3%           | 7.0%         | 9.3%           |
| 제61회  | 2월 4일   | 7.6%           | 7.2%         | 8.9%           |
| 제62회  | 2월 5일   | 7.4%           | 7.0%         | 8.9%           |
| 제63회  | 2월 6일   | 7.9%           | 7.1%         | 9.7%           |
| 제64회  | 2월 7일   | 7.9%           | 7.2%         | 9.5%           |
| 제65회  | 2월 10일  | 7.6%           | 7.2%         | 10.1%          |
| 제66회  | 2월 11일  | 8.7%           | 8.4%         | 9.8%           |
| 제67회  | 2월 12일  | 7.3%           | 6.7%         | 9.1%           |
| 제68회  | 2월 13일  | 8.2%           | 8.0%         | 9.5%           |
| 제69회  | 2월 14일  | 7.7%           | 7.2%         | 9.8%           |
| 제70회  | 2월 17일  | 7.6%           | 6.8%         | 8.8%           |
| 제71회  | 2월 18일  | 8.2%           | 7.7%         | 9.7%           |
| 제72회  | 2월 19일  | 7.9%           | 7.7%         | 9.6%           |
| 제73회  | 2월 20일  | 8.2%           | 7.7%         | 9.7%           |
| 제74회  | 2월 21일  | 8.2%           | 7.7%         | 9.1%           |
| 제75회  | 2월 24일  | 7.9%           | 7.3%         | 9.8%           |
| 제76회  | 2월 25일  | 8.7%           | 8.2%         | 10.0%          |
| 제77회  | 2월 26일  | 8.7%           | 7.9%         | 10.0%          |
| 제78회  | 2월 27일  | 9.0%           | 8.3%         | 10.3%          |
| 제79회  | 2월 28일  | 8.9%           | 7.8%         | 10.3%          |
| 제80회  | 3월 2일   | 8.5%           | 7.6%         | 9.4%           |
| 제81회  | 3월 3일   | 9.3%           | 9.0%         | 10.1%          |
| 제82회  | 3월 4일   | 8.9%           | 8.1%         | 9.7%           |
| 제83회  | 3월 5일   | 8.8%           | 8.0%         | 9.6%           |
| 제84회  | 3월 6일   | 8.4%           | 7.4%         | 10.0%          |
| 제85회  | 3월 9일   | 8.9%           | 8.3%         | 9.8%           |
| 제86회  | 3월 10일  | 8.8%           | 7.9%         | 10.2%          |
| 제87회  | 3월 11일  | 9.1%           | 8.6%         | 10.1%          |
| 제88회  | 3월 12일  | 9.5%           | 8.9%         | 10.1%          |
| 제89회  | 3월 13일  | 8.9%           | 7.6%         | 9.3%           |
| 제90회  | 3월 16일  | 9.0%           | 7.9%         | 9.9%           |
| 제91회  | 3월 17일  | 8.7%           | 7.4%         | 10.4%          |
| 제92회  | 3월 18일  | 8.8%           | 7.7%         | 10.0%          |
| 제93회  | 3월 19일  | 8.7%           | 7.8%         | 9.6%           |
| 제94회  | 3월 20일  | 9.0%           | 8.4%         | 9.6%           |
| 제95회  | 3월 23일  | 9.4%           | 8.7%         | 10.4%          |
| 제96회  | 3월 24일  | 8.6%           | 8.1%         | 9.9%           |
| 제97회  | 3월 25일  | 8.1%           | 7.7%         | 9.9%           |
| 제98회  | 3월 26일  | 9.2%           | 8.1%         | 10.7%          |
| 제99회  | 3월 27일  | 8.4%           | 7.6%         | 11.1%          |
| 제100회 | 3월 30일  | 8.4%           | 7.7%         | 10.3%          |
| 제101회 | 3월 31일  | 8.4%           | 7.8%         | 10.0%          |
| 제102회 | 4월 1일   | 9.2%           | 8.7%         | 10.7%          |
| 제103회 | 4월 2일   | 9.1%           | 8.3%         | 11.0%          |
| 제104회 | 4월 3일   | 9.1%           | 8.6%         | 10.6%          |
| 제105회 | 4월 6일   | 9.1%           | 7.9%         | 10.3%          |
| 제106회 | 4월 7일   | 9.7%           | 8.7%         | 11.0%          |
| 제107회 | 4월 8일   | 8.7%           | 8.0%         | 9.6%           |
| 제108회 | 4월 9일   | 9.7%           | 9.0%         | 10.7%          |
| 제109회 | 4월 10일  | 9.1%           | 8.2%         | 10.1%          |
| 제110회 | 4월 13일  | 9.3%           | 8.3%         | 10.2%          |
| 제111회 | 4월 14일  | 9.5%           | 8.7%         | 10.3%          |
| 제112회 | 4월 15일  | 8.6%           | 8.1%         |                |
| 제113회 | 4월 16일  | 9.1%           | 8.4%         | 10.9%          |
| 제114회 | 4월 17일  | 9.0%           | 8.2%         | 9.8%           |
| 제115회 | 4월 20일  | 8.1%           | 7.6%         | 9.8%           |
| 제116회 | 4월 21일  | 8.8%           | 7.6%         | 10.2%          |
| 제117회 | 4월 22일  | 8.7%           | 7.8%         | 10.4%          |
| 제118회 | 4월 23일  | 9.1%           | 8.4%         | 10.9%          |
| 제119회 | 4월 24일  | 9.0%           | 8.4%         | 10.2%          |
| 제120회 | 4월 27일  | 8.9%           | 8.7%         | 9.8%           |
| 제121회 | 4월 28일  | 8.4%           | 7.7%         | 10.1%          |
| 제122회 | 4월 29일  | 8.0%           | 7.5%         | 9.4%           |
| 제123회 | 4월 30일  | 8.8%           | 8.5%         | 9.8%           |
| 제124회 | 5월 1일   | 8.6%           | 7.9%         | 10.1%          |

## 편성 변경 및 연장
- 2019년 11월 11일 아침 8시 35분에 첫방영될 예정이었으나, 《2019년 FIFA U-17 월드컵 8강전 대한민국 VS 멕시코》 중계방송으로 인하여 11월 12일 아침 8시 35분으로 첫방영일이 편성 변경되었다.
- 2019년 11월 26일 : 《한-아세안 특별정상회의》 편성으로 인해 기존 시간에서 20분 앞당겨진 오전 8시 15분으로 편성 변경. (11회)
- 2020년 3월 31일 : 맛 좀 보실래요 방영 분량이 120부작에서 4회 연장되어 124부작으로 변경 및 확정되었다.

## 수상 및 후보
| 연도 | 시상식                         | 부문                              | 수상자 | 결과 |
| ---- | ------------------------------ | --------------------------------- | ------ | ---- |
| 2019 | SBS 연기대상                   | 장편드라마 부문 남자 최우수연기상 | 서도영 | 수상 |
| 2019 | SBS 연기대상                   | 장편드라마 부문 남자 최우수연기상 | 서하준 | 후보 |
| 2019 | SBS 연기대상                   | 장편드라마 부문 여자 최우수연기상 | 심이영 | 수상 |
| 2020 | 제7회 아시아태평양 스타 어워즈 | 연속극 부문 남자 우수연기상       | 서도영 | 후보 |
| 2020 | 제7회 아시아태평양 스타 어워즈 | 연속극 부문 여자 우수연기상       | 심이영 | 수상 |

## 참고 사항
- 당초 SBS 일일 드라마 《사랑은 방울방울》의 후속 드라마로 방영될 예정이었으나[6], 저녁 일일 드라마 폐지로 인해 무산된 바 있다.
- 심이영하고 서도영은 세 번째로 SBS 아침연속극의 주연을 맡았다.
- 심이영하고 임채무는 해피시스터즈 이후 1년 반 만에 구부 사이로 호흡을 맞춘다.
- 서도영, 임채무, 윤류해 PD는 강남스캔들 이후 6개월 만에 호흡을 맞춘다.
- 서하준은 SBS 측의 내부적인 반대에도 불구하고 윤류해 PD의 강력한 요구로 캐스팅되어 3년 만에 안방극장 복귀를 할 수 있었다.[7]
- 당초 이슬아가 맡은 배유란 역에는 한영이 낙점됐으나[8] 최종적으로 불발되었다.

## 경쟁 프로그램
- MBC 일일드라마

《모두 다 쿵따리》 (2019년 7월 16일 ~ 2019년 11월 29일)
《나쁜 사랑》 (2019년 12월 2일 ~ 2020년 5월 29일)